# ألفريد دنهل
ألفريد دنهل (بالإنجليزية: Alfred Dunhill) كان بائع تبغ و مخترع إنجليزي. هو الأب لشركة السلع الفاخرة ألفريد دنهل المحدودة ومنتجات التبغ ذات العلامة التجارية دنهل لشركة بريتيش أميريكان توباكو (الآن المنشأتين مستقلتين ومملوكتين على حدة).
من العام 1893 دنهل أدار شركة لبيع إكسسوارات المركبات، وفي عام 1902 افتتح محلاً في مايفير. طور أنبوب تدخين لسائقي المركبات في عام 1904. وافتتح محل تبغ في سانت جيمس في عام 1907 يقدم خلطات تبغ مصممة. افتتحت المحلات في نيويورك و باريس في عشرينيات القرن العشرين، بشغفه العالمي، دنهل ساعد في صناعة سوق السلع الفاخرة الحديثة. تقاعد من عمله في عام 1929; وتزوج عشيقته في عام 1945 بعد وفاة زوجته.

## النشأة
ولد دنهل في 30 سبتمبر 1872 في هورنسي، ميدلسكس. لقد كان الأبن الثاني لخمسة أبناء لهنري دنهل (1842–1901)، صانع ستائر وزوجته وابنة عمه جين، ني ستايلز (1843–1922). أبيه امتلك مباني في شارع يوستون حبال تقييد للأحصنة تعلم ألفريد دنهل في مدرسة خاصة في هامبستيد وبمعلمين خصوصيين حتى بلغ 15 بدأ يمتهن مهنة أبيه.
في عام 1893 ورث ألفريد عمل أبيه وبعد ذلك بوقت قصير أصبح يورد إكسسوارات للسيارات، تحت مسمى دنهل موتوروتيز. تزوج من أليس ستابلتون (1874–1945) في 15 يونيو 1895. في عام 1890 أنشئ شركة ديسكاونت موتور كار ليبيع ليبيع أكسسواراته من خلال طلبات البريد. في عام 1902 افتتح أول محل له في شارع كوندوكت ، مايفير ليبيع ملابس وإكسسوارات على موظفي سائقي السيارات وأرباب أعمالهم 
دخل في صناعة الأبياب في عام 1904 حين طور أنبوب الزجاج الأمامي ليسمع لسائقي المركبات بالتدخين أثناء القيادة.